# Ermen Benítez
Ermen de Jesús Benítez (ur. 4 maja 1961 w Esmeraldas) – ekwadorski piłkarz, występujący na pozycji napastnika, reprezentant kraju.

## Kariera piłkarska
Ermen Benítez karierę piłkarską rozpoczął w CD El Nacional z którym w latach 1980–1986 i 1987–1990 odnosił największe sukcesy w piłkarskiej karierze: czterokrotne mistrzostwo Ekwadoru (1982, 1983, 1984, 1986), półfinał Copa Libertadores (1985) oraz trzykrotny król strzelców ligi ekwadorskiej (1987, 1989, 1990).
Następne kluby w karierze Beniteza to: hiszpański Xerez CD (1986–1987), Barcelona SC (1991–1992), LDU Quito (1993), Green Cross (1994) i LDU Portoviejo (1995). Karierę zakończył w 1995 roku, mając na koncie 427 meczów i 191 goli w lidze ekwadorskiej.

## Kariera reprezentacyjna
Ermen Benítez w reprezentacji Ekwadoru zadebiutował w 1984 roku. Reprezentował barwy swojego kraju na Copa America 1989 w Brazylii, w którym jego drużyna odpadła już w fazie grupowej turnieju. Łącznie w latach 1984–1989 w reprezentacji rozegrał 19 meczów i strzelił 8 goli.

## Życie prywatne
Ermen Benítez jest ojcem piłkarzy: Christiana (1986–2013) i Ronny’ego Benítezów (ur. 1992), a także dziadkiem bliźniaczek (ur. 2009) – córek Christiana.

## Sukcesy

### CD El Nacional
- Mistrz Ekwadoru: 1982, 1983, 1984, 1986
- Półfinał Copa Libertadores: 1985

### Barcelona SC
- Mistrz Ekwadoru: 1991
- Półfinał Copa Libertadores: 1992

### Indywidualne
- Król strzelców ligi ekwadorskiej: 1987, 1989, 1990